# ギースアン県

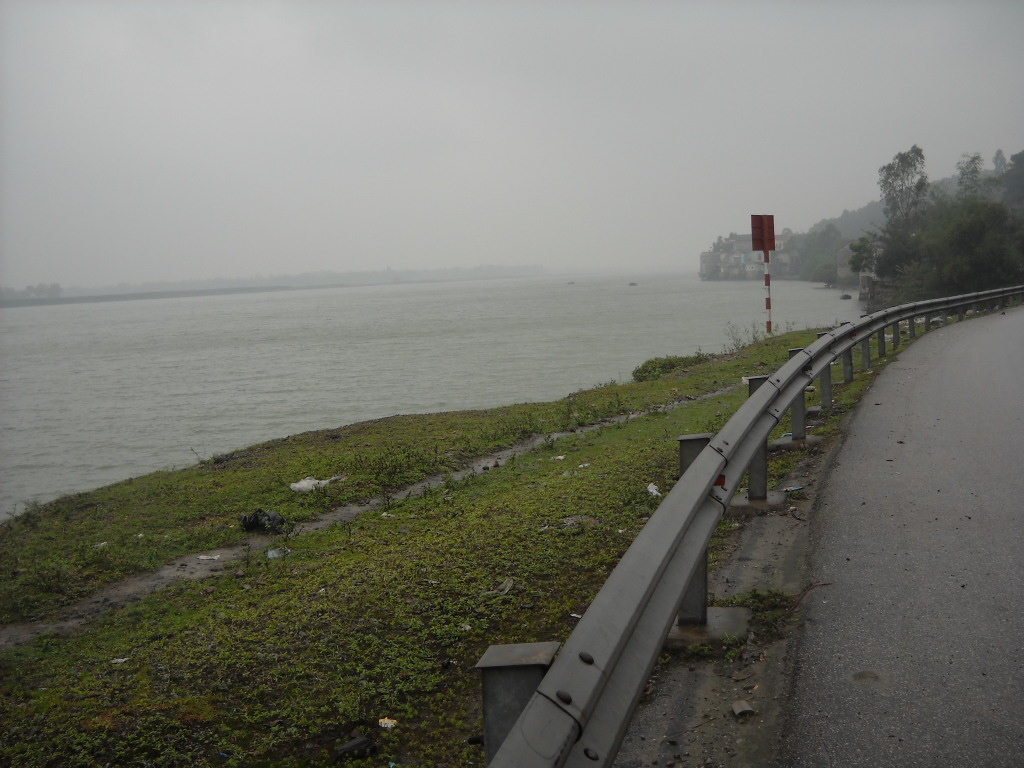
ラム川

ギースアン県（ギースアンけん、ベトナム語：Huyện Nghi Xuân / 縣宜春? ）は、ベトナム社会主義共和国ハティン省の県。面積は218 km²、人口は99,657人（2016年）である。

## 行政区画
2市鎮15社を管轄する。